# Теодора (съпруга на Роман I Лакапин)
Вижте пояснителната страница за други личности с името Теодора.
Теодора е византийска императрица, съпруга на император Роман I Лакапин.

## Биография
Произходът на Теодора е неизвестен. Съпругът ѝ Роман е друнгарий на флота, който през 919 г. извършва преврат срещу регентите на Константин VII и сам поема властта от негово име. През юли 919 г. Теодора става тъща на император Константин VII, когото Роман жени за дъщеря им Елена Лакапина, заради което е провъзгласен за василеопатор (баща на императора), а през септември 920 е коронован и за старши съимператор на Константин VII. През януари 921 г. Теодора е коронована за Августа – титла, която носи до края на живота си на 20 февруари 922 г.
Теодора е единствената жена спомената в хрониките като съпруга на Роман I Лакапин, поради което традиционно се приема, че тя е майка на всичките му шест деца:
- Христофор Лакапин, съимператор от 921 до 931, който се жени за Августа София и от нея е баща на Мария (наречен по-късно Ирина), която се омъжва за българския цар България;
- Стефан Лакапин, съимператор от 924 до 945, умира през 967.
- Константин Лакапин, съимператор от 924 до 945, умира през 946.
- Теофилакт Лакапин, константинополски патриарх от 933 до 956.
- Елена Лакапина, която се омъжва за император Константин VII.
- Агата Лакапина, която се омъжва Роман Аргир; техен внук е император Роман III.

Съществува обаче и предположение, че Теодора е втора съпруга на Роман Лакапин. Така например Симеон Метафраст посочва магистър Никифор като тъст на Роман I Лакапин, което означава че Никифор е баща на Теодора. Друга хроника обаче посочва магистър Никифор за тъст на Христофор Лакапин, най-големия син на Роман I. Обикновено това разминаване се обяснява с грешка, допусната от Симеон Метафраст. Въпреки това в книгата си „Византийски фамилии“ (1975) Жан-Франсоа Ваниер предполага, че Симеон Метафраст не се е объркал и че Роман и Христофор, баща и син, са се оженили за две сестри, дъщери на магистър Никифор, което от своя страна би означавало, че Теодора не е майка на Христофор, тъй като синът не може да се ожени за сестрата на майка си. Така според Вениер Христофор вероятно е продукт на по-ранен брак на императора, а Теодора е втора съпруга на Роман I.